# Mairé-Levescault
Mairé-Levescault ist eine französische Gemeinde mit 562 Einwohnern (Stand: 1. Januar 2022) im Département Deux-Sèvres in der Region Nouvelle-Aquitaine (vor 2016 Poitou-Charentes). Sie gehört zum Arrondissement Niort und zum Kanton Melle.

## Geographie
Mairé-Levescault liegt etwa 49 Kilometer ostsüdöstlich von Niort. Umgeben wird Mairé-Levescault von den Nachbargemeinden Clussais-la-Pommeraie im Westen und Norden, Sauzé-entre-Bois im Norden, Osten und Süden sowie La Chapelle-Pouilloux im Süden und Westen.

## Bevölkerungsentwicklung
| Jahr                       | 1962 | 1968 | 1975 | 1982 | 1990 | 1999 | 2006 | 2019 |
| Einwohner                  | 590  | 520  | 513  | 521  | 527  | 505  | 539  | 519  |
| Quellen: Cassini und INSEE |      |      |      |      |      |      |      |      |

## Sehenswürdigkeiten

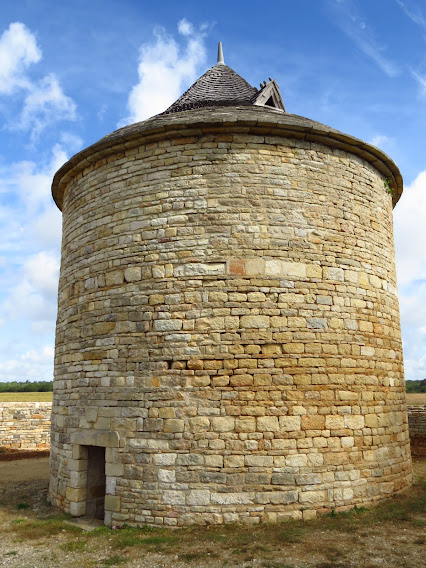
Taubenturm

- Kirche Saint-Junien
- Taubenturm
- Reste des früheren Klosters